# Senra (Rodeiro)
Senra (oficialmente San Paio de Senra) es una parroquia española del municipio de Rodeiro, perteneciente a la provincia de Pontevedra, en la comunidad autónoma de Galicia.

## Historia
Hacia mediados del siglo XIX, la parroquia, ya por entonces perteneciente a Rodeiro, tenía contabilizada una población de 55 habitantes. Aparece descrita en el decimocuarto volumen del Diccionario geográfico-estadístico-histórico de España y sus posesiones de Ultramar de Pascual Madoz con las siguientes palabras:

SENRA (San Payo): felig. en la prov. de Pontevedra (11 1/2 leg.), part. jud. de Lalin (2), dióc. de Lugo (9), ayunt. de Rodeiro. sit. á la der. del r. Arnego, y falda occidental del monte Faro: clima, frio y saludable. Tiene 11 casas en las ald. de Iglesia, Pobanzas y Senra. La igl. parr. (San Pelayo) está servida por un cura de provision en concurso. Confina N. Riobó, y S. Carboentes. El terreno es de mediana calidad. prod.: maiz, centeno, patatas, legumbres y pastos; hay ganado vacuno, lanar y cabrío; alguna pesca de truchas, y caza de liebres y conejos. pobl. 11 vec., 55 alm. contr.: con su ayunt. (V.).
(Madoz, 1849, p. 171)

En 2023, tenía empadronados veintitrés habitantes.